# Соня Сеневіратне
Соня Сеневіратне (Sonia Isabelle Seneviratne; нар. 5 червня 1974, Лозанна) — швейцарська науковиця, кліматологиня. Доктор, професорка Федеральної вищої технічної школи Цюриха (ФВТШ). Протягом 2014—2018 років — у числі найцитованіших учених світу за версією Clarivate Analytics.

## Життєпис
Вивчала біологію в Лозаннському університеті і фізику навколишнього середовища в Федеральній вищій технічній школі Цюриха. Магістерську роботу виконала як запрошена дослідниця в Массачусетському технологічному інституті (1998—1999). Над докторською працювала у ФВТШ Цюриха (1999—2002). Протягом 2003—2004 років, як стипендіатка NCCR-Climate, була запрошеною дослідницею в NASA/GSFC. Від 2005 року знову у ФВТШ Цюриха, спочатку як старша наукова співробітниця (senior scientist), від 2007 року — асистент-професорка, від 2013 року — асоційована професорка, від 2016 року повна професорка. Авторка звітів МГЕЗК, провідна авторка Особливого звіту про глобальне потепління на 1.5 °C. 2014 року здобула грант консолідатора ERC.
Фелло Американського геофізичного союзу (2013). Відзначена медаллю Джеймса Макелвейна (2013).
Одружена, має двох дітей (2010 і 2014 р. н.)